# Omri Szaron
Omri Szaron (hebr. עמרי שרון, ur. 19 sierpnia 1964) – izraelski polityk, były członek partii Likud w izraelskim parlamencie.
Syn byłego premiera Izraela, Ariela Szarona. Krytycy oskarżają Omriego i jego ojca o nepotyzm, zwłaszcza kiedy Ariel wysyłał Omriego jako nieoficjalnego reprezentanta na rozmowy z przedstawicielami Autonomii Palestyńskiej.
Omri później był zamieszany w skandal finansowy związany ze zbieraniem funduszy na kampanię wyborczą ojca w 1999 roku. 26 lipca 2005 izraelski prokurator generalny Menachem Mazuzu oświadczył, iż oskarży Omriego o korupcję. Miał on wówczas immunitet parlamentarny, ale wyraził wolę poddania się procesowi. Kneset uchwalił prawo ograniczające immunitety swoich członków w celu umożliwienia oskarżenia i w przypadku Omriego doszło do tego 28 sierpnia.
14 listopada O. Szaron zgodził się przyznać do winy po nieoficjalnym porozumieniu z oskarżycielami. 3 stycznia 2006 zrezygnował z mandatu w Knesecie, jego rezygnacja doszła do skutku 5 stycznia. 14 lutego 2006 został skazany na 9 miesięcy więzienia, 9 miesięcy zawieszenia praw publicznych i karę 300 tys. szekli. Rozpoczęcie wykonywania wyroku zostało opóźnione o 6 miesięcy z powodu stanu zdrowia jego ojca. 9-miesięczne zawieszenie praw publicznych zostało także nałożone na Gawri’ela Manora, wspólnika Omriego.
30 marca 2006 roku Szaron złożył apelację do sądu dystryktowego w Tel Awiwie. Uzasadniał ją w ten sposób, iż i tak już ucierpiał, zrzekając się mandatu w Knesecie. Dodatkowym argumentem dla obniżenia kary była śmierć matki i skrucha za swe nielegalne praktyki.